# Коди пристроїв релейного захисту ANSI
У системах електроенергії та промисловій автоматизації номери пристроїв ANSI можна використовувати для ідентифікації обладнання та пристроїв у системі, наприклад реле, автоматичних вимикачів або вимірювальних приладів. Номери пристроїв наведено в стандарті ANSI/IEEE C37.2 Standard for Electrical Power System Device Numbers Function Numbers, Acronyms, and Contact Maps.
Багато з цих пристроїв захищають електричні системи та окремі компоненти системи від пошкоджень у разі виникнення небажаної події, наприклад аварії в електромережі. Історично одна захисна функція виконувалася одним або декількома різними електромеханічними пристроями, тому кожен пристрій отримував власний номер. Сьогодні мікропроцесорні реле можуть виконувати багато захисних функцій в одному пристрої. Коли один пристрій виконує кілька захисних функцій, він зазвичай позначається «11» за стандартом як «багатофункціональний пристрій», але номери пристроїв ANSI все ще використовуються в документації, як-от однолінійні діаграми або схеми, щоб вказати, які конкретні функції виконує цей пристрій.
ANSI/IEEE C37.2-2008 є одним із продовжуваної серії переглядів стандарту, який виник у 1928 році як стандарт № 26 Американського інституту інженерів-електриків.

## Список номерів пристроїв і скорочень
- 1 - Майстер-елемент
- 2 - Реле запуску із затримкою часу
- 3 - Реле перевірки або реле блокування, повна послідовність
- 4 - Захисний майстер-пристрій
- 5 - Вимикач негайної зупинки
- 6 - Пусковий вимикач
- 7 - Реле швидкості зміни
- 7F - Альтернативний номер для реле швидкості зміни частоти
- 8 - Пристрій керування відключенням живлення
- 9 - Пристрій реверсу
- 10 - Послідовний вимикач
- 11 - Багатофункціональний пристрій
- 12 - Пристрій перевищення швидкості
- 13 - Пристрій синхронної швидкості
- 14 - Пристрій зниження швидкості
- 15 - Пристрій відповідності швидкості або частоти
- 16 - Пристрій передачі даних
- 17 - Вимикач розряду або шунтування
- 18 - Пристрій прискорення або сповільнення
- 19 - Пусковий контактор
- 20 - Електрично-керований вентиль (соленоїдний вентиль)
- 21 - Реле дистанційного захисту
- 21G - Дистанційний захист заземлення
- 21P - Дистанційний захист фази
- 22 – Автоматичний вимикач вирівнювання
- 23 – Пристрій контролю температури, рагрівач
- 24 – Реле вольт на герц (у деяких старих аналогових застосуваннях пристрої 59 і 81 об’єднувалися разом як 59/81 для реалізації еквівалента захисту В/Гц)
- 25 – Пристрій для синхронізації або перевірки синхронізації
- 26 – Пристрій теплового апарату
- 27 – Реле мінімальної напруги
- 27P - Знижена напруга фази
- 27S - Реле мінімальної напруги постійного струму
- 27TN - Знижена напруга третьої гармоніки в нейтралі
- 27TN/59N - 100% замикання на землю статора
- 27X - Допоміжна знижена напруга
- 27AUX – Допоміжний вхід із зниженою напругою
- 27/27X - Знижена напруга шини/лінії
- 27/50 - Ненавмисне включення під напругу
- 28 - Детектор полум'я
- 29 - Ізолюючий контактор
- 30 - Реле оповіщувача
- 31 - Окремий пристрій збудження
- 32 - Реле напрямку потужності
- 32L - Низька потужність у прямому напрямку
- 32H - Аисока потужність у прямому напрямку
- 32N - Ватметричний напрямок нульової послідовності
- 32P - Спрямована потужність
- 32R - Зворотне живлення
- 33 - Позиційний перемикач
- 34 - Головний пристрій послідовності
- 35 - Пристрій короткого замикання з щітковим або контактним кільцем
- 36 - Пристрій полярності або поляризаційної напруги
- 37 - Реле мінімального струму або мінімальної потужності
- 37P - недостатня потужність
- 38 - Захисний пристрій підшипника / Bearing Rtd
- 39 - Монітор механічного стану (вібрація)
- 40 - Реле поля / Втрата збудження
- 41 - Польовий автоматичний вимикач
- 42 - Робочий автоматичний вимикач
- 43 - Пристрій ручного перенесення або вибору
- 44 - Реле послідовності запуску пристрою
- 45 - Монітор атмосферного стану (пара, дим, вогонь)
- 46 - Реле зворотного струму фази або балансу фаз або дисбалансу струму статора
- 47 - Реле напруги послідовності фаз або балансу фаз
- 48 - Реле неповної послідовності / заблокований ротор
- 49 - Теплове реле машини або трансформатора / Теплове перевантаження
- 49RTD - RTD зміщене теплове перевантаження
- 50 - Реле миттєвого перевантаження по струму
- 50BF - Відмова вимикача або LBB (локальний резервний вимикач)
- 50DD - Реле порушення струму
- 50EF - Захист від короткого замикання
- 50G - Миттєве перевантаження по струму на землю
- 50IG - Миттєве перевантаження по струму ізольованої землі
- 50LR - Час прискорення
- 50N - Миттєве перевантаження по струму нейтралі
- 50NBF - Миттєва несправність вимикача нейтралі
- 50P - Миттєве перевантаження по струму фази
- 50SG - Миттєва перевантаження за чутливою землею
- 50SP - Миттєвий струм розділеної фази
- 50Q - Миттєва перевантаження по струму зворотної послідовності
- 50/27 - Ненавмисне включення під напругу
- 50/51 - Реле миттєвого/з затримкою перевантаження по струму
- 50/74 - Проблеми з трансформатором струму
- 50/87 - Миттєве диференціальне реле
- 51 - Реле максимального струму змінного струму
- 51C - Перевищення по струму, контрольоване часом
- 51G - Перевищення часу струму на землю
- 51LR - Реле захисту від перевантаження змінного струму з зворотним часом (заблокований ротор).
- 51N - Перевантаження за струмом нейтралі
- 51P - Перевищення струму за часом фази
- 51R - Заблокований / зупинений ротор
- 51В - Перевищення по струму за часом утримання напруги
- 51Q - Перевантаження за струмом зворотної послідовності
- 52 – Автоматичний вимикач змінного струму
- 52a - Положення вимикача змінного струму (контакт розімкнутий, коли вимикач розімкнутий)
- 52b - Положення вимикача змінного струму (контакт замкнутий, коли вимикач розімкнутий)
- 53 - Збудження або реле генератора постійного струму
- 54 - Пристрій зачеплення поворотної шестерні
- 55 - Реле коефіцієнта потужності
- 56 - Польове реле застосувань
- 57 - Пристрій короткого замикання або заземлення
- 58 - Реле несправності виправлення
- 59 - Реле перенапруги
- 59B - перенапруга фази
- 59N - перенапруга нейтралі
- 59NU - дисбаланс напруги нейтралі
- 59P - Фазова перенапруга
- 59X - Додаткова перенапруга
- 59Q - Перенапруга зворотної послідовності
- 60 - Реле балансу напруги або струму
- 60N - дисбаланс струму нейтралі
- 60P - дисбаланс фазного струму
- 61 - Перемикач або датчик щільності
- 62 - Реле зупинки або розмикання із затримкою часу
- 63 - Детектор реле тиску
- 64 - Реле захисту від заземлення
- 64F - Захист землі
- 64R – Замикання на землю ротора
- 64REF – Диференціальне реле обмеженого замикання на землю
- 64S – Замикання на землю статора
- 64S - Субгармонічний захист статора від заземлення
- 64TN - 100% заземлення статора
- 65 - Ведучий пристрій
- 66 - Пристрій для стрибків або бігів/Максимальна швидкість старту/Старти за годину/Час між стартами
- 67 - Спрямоване реле максимального струму змінного струму
- 67G - Спрямоване реле перевантаження на землю
- 67N - перевантаження по струму нейтралі
- 67Ns – спрямоване замикання на землю
- 67P - Спрямоване реле перевантаження по струму фази
- 67SG - чутлива земля, спрямована надструмом
- 67Q - перевантаження за струмом зворотної послідовності
- 68 - Реле блокування / блокування повороту потужності
- 69 - Дозвільний контрольний пристрій
- 70 - Реостат
- 71 - Перемикач рідини, перемикач рівня
- 72 - Автоматичний вимикач постійного струму
- 73 - Контактор навантажувального резистора
- 74 - Реле сигналізації
- 75 - Механізм зміни положення
- 76 - Реле максимального струму постійного струму
- 77 - Телеметричний пристрій, датчик швидкості
- 78 - Вимірювання фазового кута або захисне реле з порушенням кроку
- 78В - Втрата мережі
- 79 - Реле повторного увімкнення змінного струму / автоматичне повторне ввімкнення
- 80 - Реле потоку рідини або газу
- 81 - Реле частоти
- 81O - реревищення частоти
- 81R - загальне промислове використання для реле швидкості зміни частоти (ROCOF)
- 81U - знижена частота
- 82 - Реле повторного увімкнення постійного струму
- 83 - Автоматичне вибіркове керування або реле передачі
- 84 - Робочий механізм
- 85 - Пілотний зв'язок, ретранслятор несучої або пілотної мережі
- 86 - реле блокування, головне реле відключення
- 87 - Диференціальне реле захисту
- 87B - Диференціальне реле шини
- 87G - Диференціальне реле генератора
- 87GT - Диференціальне реле генератора/трансформатора
- 87L - Диференціальне реле  струму в роздільній лінії
- 87LG - Диференціальне реле струму лінії заземлення
- 87M - Диференціальне реле двигуна
- 87N - диференціальний захист нейтралі / обмежене замикання на землю (REF) див. також 87RGF
- 87O - Габаритний диференціал
- 87PC - Порівняння фаз
- 87RGF - обмежене замикання на землю, див. також 87N

- 87R - Загальмоване диференціальне реле
- 87S - Диференціальне реле статора
- 87S - Відсоткове диференціальне реле
- 87T - Диференціальне реле трансформатора
- 87U - Диференціальне реле без гальмування
- 87V - різниця напруг
- 87Z - високоомне диференціальне реле
- 88 - Допоміжний двигун або двигун-генератор
- 89 - Перемикач лінії
- 90 - Регулюючий пристрій
- 91 - Реле напрямку напруги
- 92 - Відношення напруги та потужності
- 93 - Контактор, що змінює поле
- 94 - Реле спрацьовування або реле без спрацьовування
- 95 – Справність ланцюга відключення
- 96 – Передавач
- 97 – «Для спеціальних застосувань, де інші номери не підходять»
- 98 – «Для спеціальних застосувань, де інші номери не підходять»
- 99 – «Для спеціальних застосувань, де інші номери не підходять»

Акроніми
- AFD - Arc Flash Detector
- CLK - Clock or Timing Source
- CLP - Cold Load Pickup
- DDR – Dynamic Disturbance Recorder
- DFR – Digital Fault Recorder
- DME – Disturbance Monitor Equipment
- ENV – Environmental Data
- HIZ – High Impedance Fault Detector
- HMI – Human Machine Interface
- HST – Historian
- LGC – Scheme Logic
- MET – Substation Metering
- PDC – Phasor Data Concentrator
- PMU – Phasor Measurement Unit
- PQM – Power Quality Monitor
- RIO – Remote Input/Output Device
- RTD - Resistance Temperature Detector
- RTU – Remote Terminal Unit/Data Concentrator
- SER – Sequence of Events Recorder
- TCM – Trip Circuit Monitor
- LRSS – Local/Remote selector switch
- VTFF - Vt Fuse Fail

Суфікси
- _1 - Позитивна послідовність
- _2 - негативна послідовність
- A - Сигналізація, допоміжне живлення
- AC - змінний струм
- AN - Анод
- B - автобус, акумулятор або повітродувка
- BF - Відмова вимикача
- BK - Гальмо
- BL - блок (клапан)
- BP - Обхід
- BT - Bus Tie
- BU - резервне копіювання
- C - Конденсатор, конденсатор, компенсатор, несучий струм, корпус або компресор
- CA - катод
- CH - Зворотний (клапан)
- D - випуск (клапан)
- DC - постійний струм
- DCB - блокування спрямованого порівняння
- DCUB - розблокування спрямованого порівняння
- DD - Детектор перешкод
- DUTT - пряма пересадка недосяжності
- E - Збудник
- F - Фідер, поле, нитка, фільтр або вентилятор
- G - земля або генератор
- GC - Ground Check
- H - Нагрівач або корпус
- L - лінія або логіка
- M - двигун або вимірювання
- MOC - Механізм керованого контакту
- N - нейтральний або мережевий
- O - Кінець
- P - фаза або насос
- PC - порівняння фаз
- POTT
- PUTT
- R - реактор, випрямляч або кімната
- S - Синхронізуючий, вторинний, фільтровий, відстійний або всмоктувальний (клапан)
- SOTF - увімкнути до несправності
- T - Трансформатор або Тиратрон
- TD - Час затримки
- TDC - контакт із затримкою замикання
- TDDO - відключення котушки реле із затримкою
- TDO - контакт із затримкою відкриття
- TDPU - реле із затримкою зняття котушки
- THD - повне гармонійне спотворення
- TH - трансформатор (сторона високої напруги)
- TL - трансформатор (з боку низької напруги)
- ТМ - Телеметр
- TT - Трансформатор (сторона третинної напруги)
- Q - Мастило
- W - Вода
- F - Паливо
- G - газ
- U – менше або одиниця
- X - Допоміжний
- Z - Імпеданс

## Суфікси та префікси
З номером пристрою можна використовувати суфіксну літеру або цифру; наприклад, суфікс N використовується, якщо пристрій підключено до нейтрального проводу (приклад: 59N у реле використовується для захисту від зміщення нейтралі); а суфікси X, Y, Z використовуються для допоміжних пристроїв. Подібним чином суфікс "G" може позначати "заземлення" (англ. ground), отже, "51G" - це реле заземлення від максимального струму. Суфікс "G" також може означати "генератор", отже, "87G" - диференціальне захисне реле генератора, а "87T" - диференціальне реле захисту трансформатора. «F» може позначати «поле» (англ. field) на генераторі або «запобіжник» (англ. fuse), як у захисному запобіжнику для знімального трансформатора. Номери суфіксів використовуються для розрізнення кількох «однакових» пристроїв в одному обладнанні, наприклад 51–1, 51–2.
Номери пристроїв можна комбінувати, якщо пристрій забезпечує декілька функцій, наприклад реле миттєвої дії/реле перевантаження по струму із затримкою, позначене як 50/51.
Для пристрою 16 літери суфікса додатково визначають пристрій: перша літера суфікса «S» для послідовного порту або «E» для Ethernet. Наступні літери: «C» функція безпеки обробки (наприклад, VPN, шифрування), «F» брандмауер або фільтр повідомлень, «M» функція керування мережею, «R» ротор, «S» перемикач і «T» телефонний компонент. Таким чином, керований комутатор Ethernet позначається як 16ESM.